# سنجوزان
سنجوزان، روستایی از توابع بخش مرکزی شهرستان تویسرکان در استان همدان ایران است.

## جمعیت
این روستا در دهستان کرزان رود قرار دارد و براساس سرشماری مرکز آمار ایران در سال ۱۳۹۵، جمعیت آن ۱۷۴ نفر (۷۹ خانوار) بوده‌است.